# سرگذشت نارنیا (مجموعه‌فیلم)
سرگذشت نارنیا (به انگلیسی The Chronicles of Narnia) عنوان سه فیلم فانتزی است که براساس سه جلد نخست سرگذشت نارنیا ساخته شده‌است. دو فیلم نخست (سرگذشت نارنیا: شیر، کمد و جادوگر و سرگذشت نارنیا: شاهزاده کاسپین) را اندرو آدامسن کارگردانی و  والت دیزنی و قسمت سوم (سرگذشت نارنیا: سفر کشتی سپیده پیما) را مایکل آپتد کارگردانی و شرکت فاکس قرن بیستم تولید کرده‌است.

## بودجه و فروش
| نام فیلم                           | کارگردان      | استودیو        | تاریخ اکران    | بودجه                       | فروش در آمریکا | فروش جهانی   |
| ---------------------------------- | ------------- | -------------- | -------------- | --------------------------- | -------------- | ------------ |
| سرگذشت نارنیا: شیر، کمد و جادوگر   | اندرو آدامسون | والت دیسنی     | ۹ دسامبر ۲۰۰۵  | $۱۸۰٬۰۰۰٬۰۰۰                | $۲۹۱٬۷۱۰٬۹۵۷   | $۷۴۵٬۰۱۳٬۱۱۵ |
| سرگذشت نارنیا: شاهزاده کاسپین      | اندرو آدامسون | والت دیسنی     | ۱۶ می ۲۰۰۸     | $۲۲۵٬۰۰۰٬۰۰۰                | $۱۴۱٬۶۲۱٬۴۹۰   | $۴۱۹٬۶۶۵٬۵۶۸ |
| سرگذشت نارنیا: سفر کشتی سپیده پیما | مایکل آپتد    | فاکس قرن بیستم | ۱۰ دسامبر ۲۰۱۰ | $۱۴۰٬۰۰۰٬۰۰۰ - $۱۵۵٬۰۰۰٬۰۰۰ | $۱۰۴٬۳۸۶٬۹۵۰   | $۴۱۵٬۶۸۶٬۲۱۷ |